# Grimmiales
Grimmiales là một bộ rêu trong ngành Bryophyta.